# مراد الصحراوي
مراد الصحراوي (12 جانفي 1983) ملاكم تونسي في الوزن الثقيل ومتحصل على ميدالية ذهبية في ألعاب البحر المتوسط 2001 و 2005 كما تحصل على ميدالية ذهبية في الألعاب الإفريقية 2007.

## روابط خارجية
- مراد الصحراوي على موقع بوكس ريك (الإنجليزية) (registration required)
- مراد الصحراوي على موقع اللجنة الأولمبية الدولية (الإنجليزية)
- مراد الصحراوي على موقع أوليمبيديا (الإنجليزية)